# 岡田清治
岡田 清治（おかだ きよはる、1985年9月5日 - ）は、日本のキックボクサー。茨城県出身。身長170cm、体重72kg。岡田道場代表。日本キックボクシング連盟第8代NKBウェルター級チャンピオン・第14代NKBウェルター級チャンピオン。戦績24戦12勝（6KO）6敗6分。柔道整復師。